# Live in San Diego (álbum de Eric Clapton)
Live in San Diego (alternativamente comercializado como Live in San Diego with special guest JJ Cale) é o décimo-terceiro álbum ao vivo do cantor e compositor inglês Eric Clapton, lançado em 30 de setembro de 2016 pela Reprise Records.
Entre os artistas especialmente convidados do álbum, estão JJ Cale, Robert Cray, Doyle Bramhall II e Derek Trucks. O álbum ao vivo marca a segunda colaboração de Clapton com Cale após The Road to Escondido, lançado em 7 de novembro de 2006. Além disso, o álbum contém a primeira gravação ao vivo de Clapton/Cray desde 24 Nights (1991). Live in San Diego foi distribuído em diversas plataformas digitais, incluindo ainda as versões em CD e vinil.
O concerto que deu origem ao álbum ocorreu em 15 de março de 2007 no iPayOne Center, em San Diego, Califórnia, Estados Unidos, durante a turnê "Doyle & Derek World Tour".

## Antecedentes

### O concerto

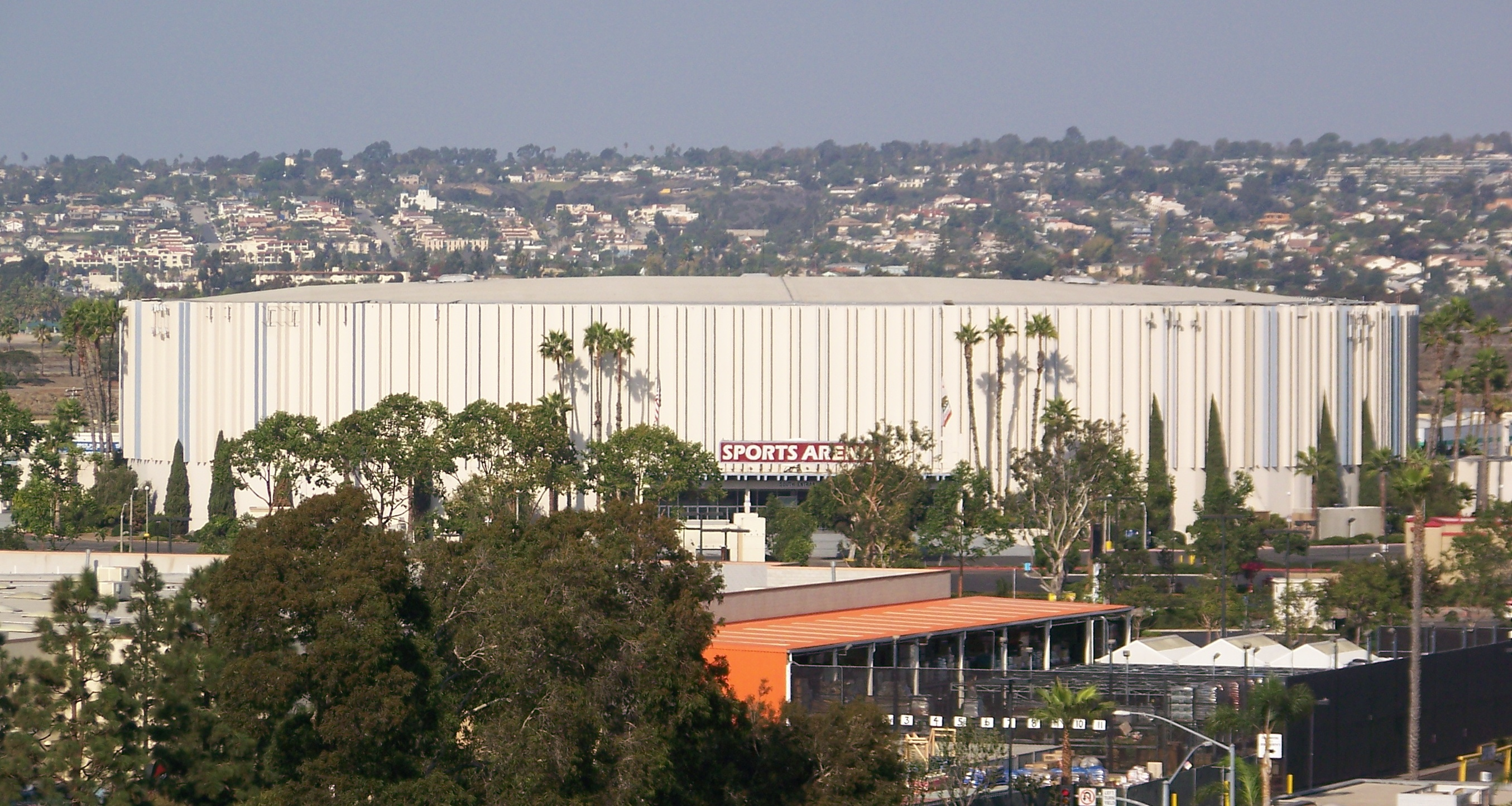
O concerto foi gravado no iPayOne Center, em San Diego.

O concerto ocorreu durante a turnê "Doyle & Derek World Tour", que Clapton performou durante dois anos com Doyle Bramhall II e Derek Trucks de 2006 a 2007, terminando no Crossroads Guitar Festival de 2007, ocorrido no Toyota Park de Chicago. A captação de áudio e vídeo teve início em 15 de março de 2007, durante o concerto no iPayOne Center, em San Diego, Califórnia. Antes de performar com Cale no local, Clapton afirmou: "Esta é a realização do que pode ser a minha última ambição: trabalhar com o cara cuja música me inspira desde que posso me lembrar."

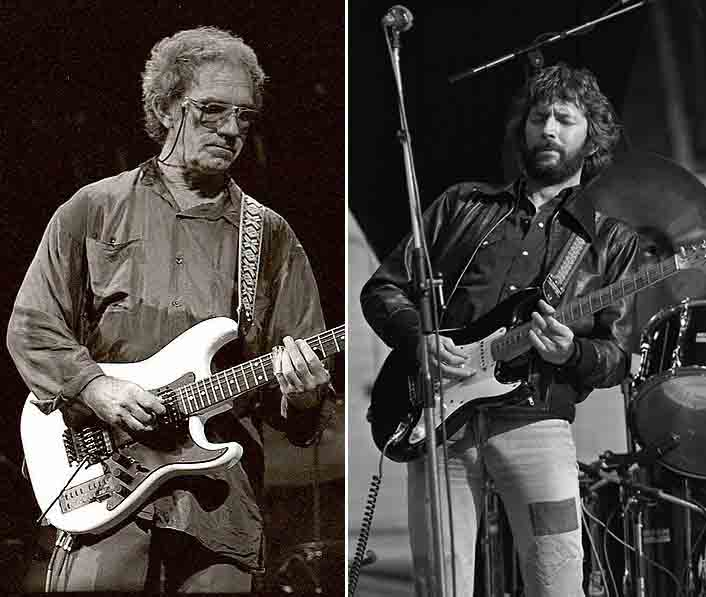
JJ Cale e Eric Clapton.

O crítico George Varga, escrevendo para o San Diego Union Tribune, observou: "O concerto de quinta-feira foi a data para uma aparição de Cale, que é há anos um grande ídolo de Clapton. Lado a lado com Derek Trucks e Doyle Bramhall, Clapton e Cale cantaram e tocaram juntos algumas obras-primas como 'After Midnight' e 'Cocaine'."
O público de 10.911 pessoas gerou renda de mais de 837.500 dólares em ingressos.
O guitarrista Doyle Bramhall II afirmou em entrevista à The Wall Street Journal que estava "trabalhando em meio a uma turnê quando Eric trouxe JJ para o show em San Diego, então foi como se estivéssemos em uma banda pronta para tudo; Eric e JJ poderiam deixar rolar sem se preocupar com nada além da mágica que estavam criando". Quando perguntado sobre a performance, Bramhall II comparou-a a "uma orquestra de guitarras" e acrescentou: "Foi uma energia muito alta e eu lembro de sentir-me como se estivesse em uma montanha-russa".

### Lançamento
O álbum foi anunciado em 5 de agosto de 2016. O álbum está disponível em download digital e CD, assim como vinil 180.
Anteriormente, Clapton havia homenageado Cale em 2006 com o lançamento de The Road to Escondido, certificado com platina pela RIAA, e gravou também The Breeze: An Appreciation of JJ Cale, que também recebeu aclamação crítica em todo o mundo; outro lançamento com a obra de Cale foi "Clapton and Friends", com músicos com Tom Petty, Mark Knopfler, Willie Nelson, John Mayer e outros após a morte do cantor em 2013. O primeiro single do álbum, intitulado "They Call Me the Breeze", foi lançado em 30 de junho de 2014.
Em agosto de 2016, uma performance de "Motherless Children" foi lançado como vídeo no YouTube e como single no Spotify. Em 23 de setembro, foi a vez de "Tell the Truth" ser lançado nas plataformas digitais. O vídeo de "Wonderful Tonight" (gravado ao vivo no concerto) foi lançado através do canal oficial de Clapton no YouTube em 10 de outubro de 2016.

## Faixas
| N.º            | Título                                | Compositor(es)                | Duração |  |
| 1.             | "Tell the Truth"                      | Eric Clapton, Bobby Whitlock  | 6:23    |  |
| 2.             | "Key to the Highway"                  | Charlie Segar                 | 4:12    |  |
| 3.             | "Got to Get Better in a Little While" | Eric Clapton                  | 9:35    |  |
| 4.             | "Little Wing"                         | Jimi Hendrix                  | 6:58    |  |
| 5.             | "Anyday"                              | Eric Clapton, Bobby Whitlock  | 6:05    |  |
| 6.             | "Anyway the Wind Blows" (com JJ Cale) | JJ Cale                       | 5:32    |  |
| 7.             | "After Midnight" (com JJ Cale)        | JJ Cale                       | 5:44    |  |
| 8.             | "Who Am I Telling You?" (com JJ Cale) | JJ Cale                       | 4:52    |  |
| 9.             | "Don't Cry Sister" (com JJ Cale)      | JJ Cale                       | 3:33    |  |
| 10.            | "Cocaine" (com JJ Cale)               | JJ Cale                       | 5:31    |  |
| 11.            | "Motherless Child"                    | Blind Willie Johnson          | 5:23    |  |
| 12.            | "Little Queen of Spades"              | Robert Johnson                | 17:21   |  |
| 13.            | "Further On up the Road"              | Don Robey, Joe Medwick Veasey | 6:49    |  |
| 14.            | "Wonderful Tonight"                   | Eric Clapton                  | 4:31    |  |
| 15.            | "Layla"                               | Eric Clapton, Jim Gordon      | 8:25    |  |
| 16.            | "Crossroads" (com Robert Cray)        | Robert Johnson                | 6:55    |  |
| Duração total: | Duração total:                        | Duração total:                | 107:43  |  |

## Créditos
- Eric Clapton – guitarra · vocal principal · co-produção
- J. J. Cale – guitarra · vocal (faixas 6, 7, 8, 9 e 10)
- Robert Cray – guitarra · vocal (faixa 16)
- Doyle Bramhall II – guitarra · vocal de apoio
- Derek Trucks – slide guitar
- Willie Weeks – baixo
- Steve Jordan – bateria
- Chris Stainton – teclado
- Tim Carmon – teclado
- Michelle John – vocal de apoio
- Sharon White – vocal de apoio
- Simon Climie – produtor · mixagem de som
- Alan Douglas – engenheiro de som

## Desempenho nas paradas musicais

### Posições
| Tabela musical (2016)            | Melhor posição |
| -------------------------------- | -------------- |
| Alemanha - Offizielle Top 100    | 20             |
| Austrália - ARIA Albums Chart    | 61             |
| Bélgica - Ultratop 50 (Flandres) | 25             |
| Bélgica - Ultratop 50 (Valónia)  | 28             |
| Croácia - Toplista               | 10             |
| Escócia - Scottish Albums Chart  | 37             |
| Espanha - PROMUSICAE             | 21             |
| Estados Unidos - Billboard 200   | 47             |
| França - SNEP                    | 87             |
| Itália - FIMI                    | 17             |
| Reino Unido - UK Albums Chart    | 60             |